# Valle Do Capao

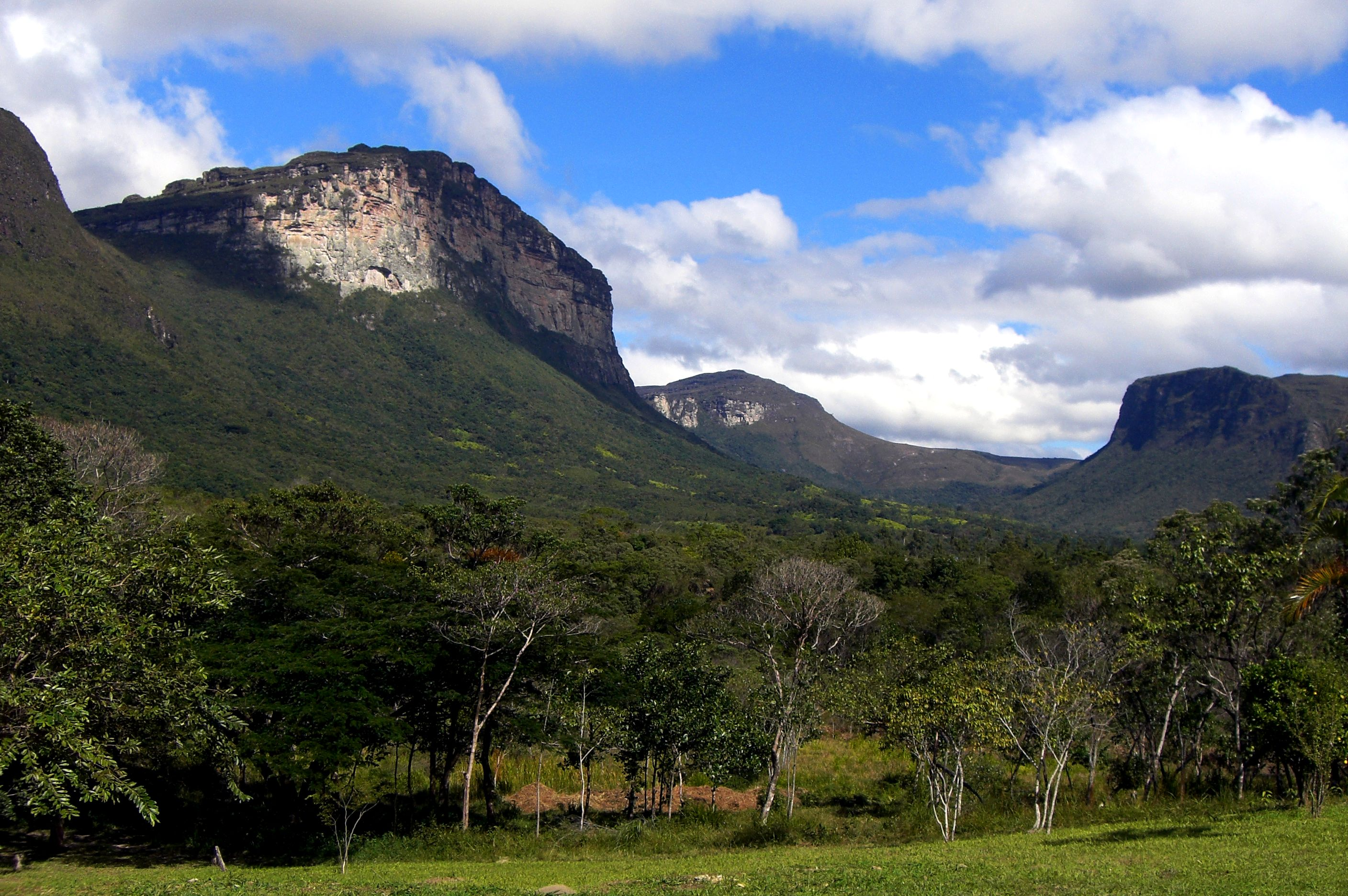
Vista parcial del Valle do Capão

El Valle Do Capao es una formación geosociológica situado en Chapada Diamantina, en el subdistrito de Caeté-Açu , el municipio de Palmeiras, Bahía.
Destino de un fuerte ecoturismo nacional e internacional, conocido por la proximidad estratégica a la Cascada de Humo, el Valle de Pati y otros lugares de la zona.

## Geografía
El Valle Do Capao por un lado está formado por la Serra do Candombá y por el otro por la Sierra de la Larguinha donde está el Morro Branco.